# Yūsha Shōkan ni Makikomareta kedo, Isekai wa Heiwa deshita
Yūsha Shōkan ni Makikomareta kedo, Isekai wa Heiwa deshita (勇者召喚に巻き込まれたけど、異世界は平和でした?) es una serie de novelas ligeras japonesas escritas por Toudai e ilustradas por Ochau. Se publicó por entregas en el sitio web de publicación de novelas generadas por usuarios Shōsetsuka ni Narō desde mayo de 2016. Más tarde fue adquirida por Shinkigensha, que comenzó a publicarla bajo su sello Morning Star Books en julio de 2017.
Una adaptación al manga ilustrada por Jirō Heian comenzó a publicarse por entregas en el servicio de manga Comp Ace de Kadokawa Shoten en augusto de 2018. La serie de manga recibió localizaciones en los idiomas inglés y francés, publicadas por Seven Seas Entertainment y Meian respectivamente.

## Contenido de la obra

### Novelas ligeras
La novela ligera fue escrito por Toudai, Yūsha Shōkan ni Makikomareta kedo, Isekai wa Heiwa deshita se serializó en el sitio web de publicación de novelas generadas por usuarios Shōsetsuka ni Narō del 7 de mayo de 2016. Hasta abril de 2025 se habían publicado más de 2.100 capítulos en línea.
Después de ganar el premio principal en los Morning Star Awards, la obra fue licenciada por Shinkigensha para una publicación de novela ligera impresa con ilustraciones de Ochau. En una entrevista que Toudai concedió tras ganar el gran premio de los "Morning Star Awards", declaró que inicialmente planeó escribir una historia donde el protagonista invocado es condenado al ostracismo por ser inútil hasta que descubre un poder oculto. Inseguro de si sería capaz de escribir una historia cautivadora, Toudai descartó la idea y comenzó a escribir una historia donde el protagonista es invocado a un mundo pacífico donde todos lo reciben.
La primera novela impresa de la serie se publicó en Japón el 22 de junio de 2017, y se lanzaron 14 volúmenes a partir de diciembre de 2023.
| Volúmenes de novelas ligeras publicadas | Volúmenes de novelas ligeras publicadas | Volúmenes de novelas ligeras publicadas       |
| Número                                  | Fecha de lanzamiento                    | ISBN                                          |
| --------------------------------------- | --------------------------------------- | --------------------------------------------- |
| 1                                       | 22 de junio de 2017                     | ISBN 978-4-7753-1503-3                        |
| 2                                       | 23 de octubre de 2017                   | ISBN 978-4-7753-1549-1                        |
| 3                                       | 22 de marzo de 2018                     | ISBN 978-4-7753-1580-4                        |
| 4                                       | 5 de agosto de 2018                     | ISBN 978-4-7753-1611-5                        |
| 5                                       | 17 de noviembre de 2018                 | ISBN 978-4-7753-1634-4                        |
| 6                                       | 28 de marzo de 2019                     | ISBN 978-4-7753-1708-2                        |
| 7                                       | 31 de julio de 2019                     | ISBN 978-4-7753-1737-2                        |
| 8                                       | 22 de noviembre de 2019                 | ISBN 978-4-7753-1784-6                        |
| 9                                       | 20 de mayo de 2020                      | ISBN 978-4-7753-1817-1                        |
| 10                                      | 14 de diciembre de 2020                 | ISBN 978-4-7753-1871-3 ISBN 978-4-7753-1870-6 |
| 11                                      | 19 de mayo de 2021                      | ISBN 978-4-7753-1907-9                        |
| 12                                      | 4 de octubre de 2021                    | ISBN 978-4-7753-1958-1                        |
| 13                                      | 4 de julio de 2022                      | ISBN 978-4-7753-1998-7                        |
| 14                                      | 19 de diciembre de 2023                 | ISBN 978-4-7753-2085-3                        |

### Manga
Una adaptación al manga ilustrada por Jirō Heian comenzó a serializarse en el servicio de manga Comp Ace de Kadokawa Shoten el 25 de agosto de 2018. El primer volumen de manga impreso en formato tankōbon fue publicado el 26 de abril de 2019 por Kadokawa Shoten. Hasta septiembre de 2024 se habían publicado nueve volúmenes en Japón.
La adaptación al manga también está autorizada en América del Norte por Seven Seas Entertainment. En diciembre de 2024, la editorial francesa Meian anunció que había obtenido la licencia de la adaptación del manga para una publicación en francés.
| Volúmenes de manga publicados | Volúmenes de manga publicados | Volúmenes de manga publicados |
| Número                        | Fecha de lanzamiento          | ISBN                          |
| ----------------------------- | ----------------------------- | ----------------------------- |
| 1                             | 26 de abril de 2019           | ISBN 978-4-04-108144-0        |
| 2                             | 26 de octubre de 2019         | ISBN 978-4-04-108774-9        |
| 3                             | 26 de junio de 2020           | ISBN 978-4-04-109625-3        |
| 4                             | 26 de abril de 2021           | ISBN 978-4-04-111354-7        |
| 5                             | 25 de septiembre de 2021      | ISBN 978-4-04-111803-0        |
| 6                             | 26 de abril de 2022           | ISBN 978-4-04-112474-1        |
| 7                             | 26 de octubre de 2022         | ISBN 978-4-04-112941-8        |
| 8                             | 25 de julio de 2023           | ISBN 978-4-04-112942-5        |
| 9                             | 25 de septiembre de 2024      | ISBN 978-4-04-113807-6        |

## Recepción

### Rendimiento de ventas
Según LN-News, las novelas ligeras vendieron alrededor de 300.000 copias en Japón en enero de 2021.
Varios volúmenes de novelas ligeras lograron ubicarse en el top-10 de las Light Novel Sales Charts de Oricon. El noveno volumen de la novela ligera vendió alrededor de 3.800 copias en su semana de publicación, ocupando el 7.º lugar. El duodécimo libro ocupó el 5.º lugar vendiendo 3.809 copias en sus primeros siete días después de su lanzamiento. La decimotercera novela ocupó el 7.º lugar con alrededor de 4.500 copias vendidas después de la primera semana.
Varios volúmenes de la adaptación del manga lograron ubicarse entre los 30 primeros en las Manga Sales Charts de Oricon. El sexto manga vendió alrededor de 18.500 copias en el momento de su lanzamiento, ocupando el puesto 23.º lugar. La séptima entrega logró vender 17.200 copias pero no llegó al top 30, situándose en el puesto 33.º lugar. El octavo volumen del manga ocupó el puesto 28.º lugar, vendiendo aproximadamente 16.500 copias en su primera semana después de su publicación. El noveno cómic se situó en el puesto 20.º lugar, vendiendo alrededor de 17.400 copias en su semana de publicación.

### Reseñas
Yūsha Shōkan ni Makikomareta kedo, Isekai wa Heiwa deshita fue catalogada en el puesto 21.º lugar en el ranking "30 Isekai That Are Better Than You'd Expect" de Comic Book Resources. El crítico escribió en su reseña que la serie de manga intercambia escenas de acción con escenarios de la vida real que se volvieron más comunes en los últimos años. El manga ha sido descrito como una lectura relajante que construye gradualmente su mundo y sus personajes mientras mantiene los conflictos al mínimo. Sage Ashford clasificó la serie de manga en el décimo lugar en su lista "11 Best Isekai Manga That Still Need Anime Adaptions" en Comic Book Resources.
En una reseña para el sitio web japonés Dengeki Online, Neon Onrai elogió el primer volumen del manga. La razón de esta reseña positiva radica en los personajes de la serie, como el protagonista, quien se vio involucrado accidentalmente en una invocación de héroe a otro mundo sin haber recibido habilidades de truco. Sin embargo, gracias a sus características, el protagonista es capaz de ponerse en la piel de otro. Gracias a esta habilidad, puede sentir el dolor y la tristeza de quienes lo rodean.

### Reconocimientos
La obra ganó el gran premio en los Morning Star Awards. En 2024, la serie de manga fue incluida en la lista "Manga You Should Read" de MyAnimeList junto con otros 19 títulos en la categoría For Beginners.